# Intento de golpe de Estado en Guinea-Bisáu de 2022

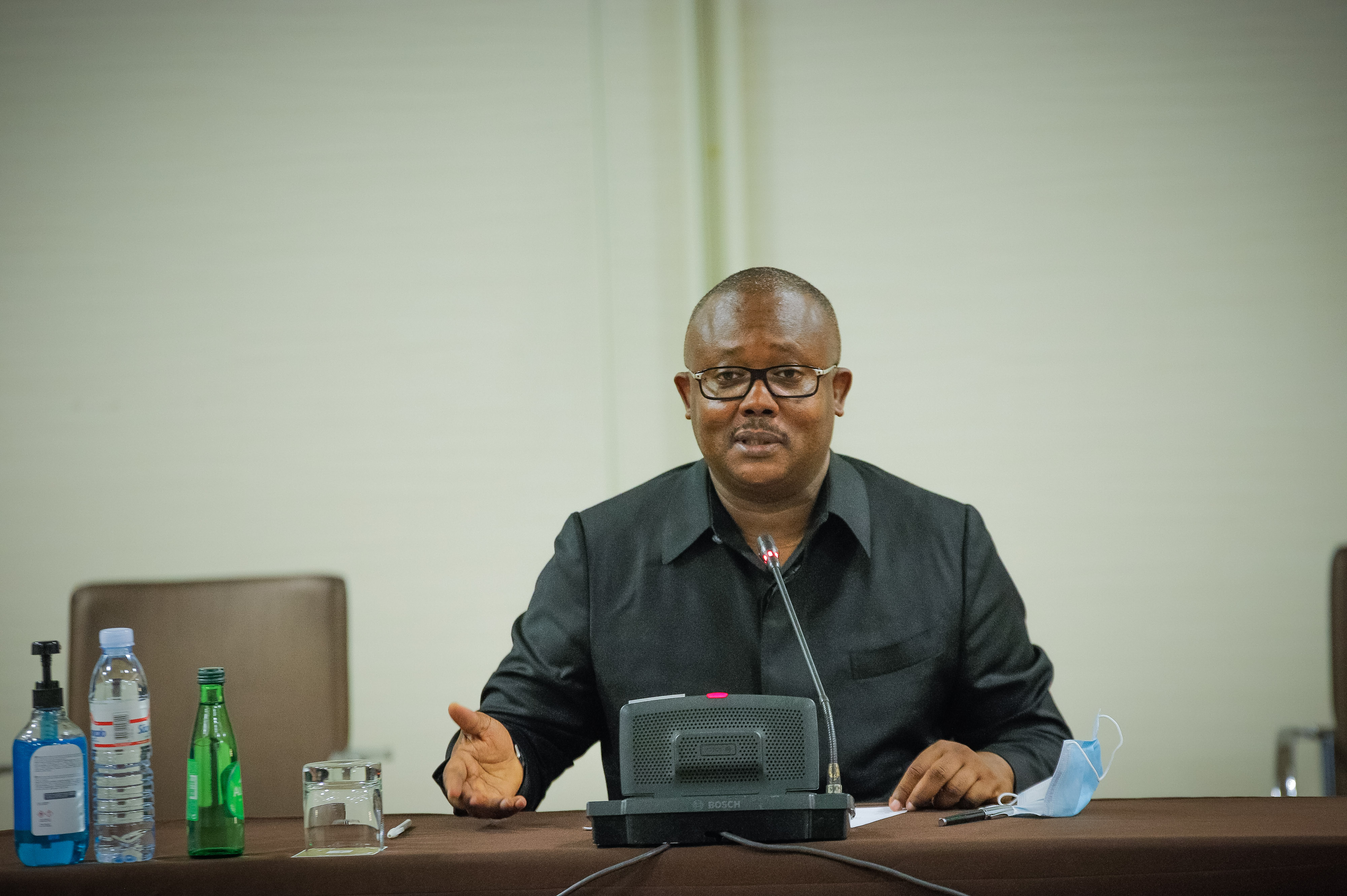
(Luanda- Angola, 16/07/2021) Vicepresidente da República, Hamilton Mourão durante Encontro com o Excelentíssimo Sr. Presidente de Guiné-Bissau. Foto: Romério Cunha/VPR

Se intentó un golpe de Estado en Guinea-Bisáu el 1 de febrero de 2022. El presidente Umaro Sissoco Embalo dijo que "muchos" miembros de la seguridad habían muerto en un "ataque fallido contra la democracia".
La Comunidad Económica de los Estados de África Occidental (ECOWAS) dijo en un comunicado, "ECOWAS condena el intento de golpe y responsabiliza a los militares por la integridad física del presidente Umaro Sissoco Embalo y miembros de su ECOWAS pide a los militares que regresen a sus cuarteles y mantengan una postura republicana". La Unión Africana también condenó el 'intento de golpe'. El presidente de la Comisión de la Unión Africana, Moussa Faki Mahama, llamó "a los militares a regresar a sus cuarteles sin demora y a proteger la seguridad física del presidente Umaro Sissoco Embalo y miembros de su gobierno y a liberar de inmediato a quienes están detenidos". .”

## Golpe
Un grupo de hombres armados rodearon el palacio de gobierno el 1 de febrero, donde se creía que el presidente Umaro Sissoco Embalo y el primer ministro Nuno Gomes Nabiam habían ido para asistir a una reunión de gabinete. La emisora estatal informó que el tiroteo dañó el palacio de gobierno, que está ubicado cerca del aeropuerto, y que “invasores” retenían a funcionarios gubernamentales. El reportero de Al Jazeera, Nicolas Haque, dijo que no estaba claro si los disparos eran de los guardias presidenciales que intentaban proteger al presidente o si había un ataque al palacio de gobierno.
El presidente dijo a la agencia de noticias AFP en una llamada telefónica: “Todo está bien” y agregó que la situación estaba “bajo control”. El gabinete anunció que Embalo hablaría a la nación desde el palacio de gobierno la noche del 1 de febrero e invitó a los periodistas a asistir al discurso allí. Más temprano, el ministro de Relaciones Exteriores de Portugal dijo que Embalo estaba en su residencia oficial, pero no estaba claro si el ataque al gobierno había terminado. “La última información que tengo es positiva dado que el presidente ya está en su palacio, en su residencia oficial, pero aún no sabemos si el ataque terminó”, dijo Augusto Santos Silva en una entrevista.